# Dichodontus intermedius
Dichodontus intermedius är en skalbaggsart som beskrevs av Roger Paul Dechambre 1978. Dichodontus intermedius ingår i släktet Dichodontus och familjen Dynastidae. Inga underarter finns listade i Catalogue of Life.